# Henrik Knutsson
 Per Henrik "Baggis" Knutsson, född 11 mars 1982, är en svensk skådespelare född i Kristianstad. 

## Biografi
Knutsson är utbildad på Stockholms dramatiska högskola 2010-2013, samt Bona folkhögskola  2004-2005. Han hade sin första större roll i tv som Niklas Gunnarsson i den svenska dramathrillern Jordskott, som sändes på SVT våren 2015. Tidigare har han synts i mindre roller i bland annat Män som hatar kvinnor och Äkta människor.
På scen har han bland annat spelat i Kikkiland på Göteborgs stadsteater, 2014.

## Filmografi
- 2015–2017 – Jordskott (TV-serie)
- 2013 – Äkta människor (TV-serie)
- 2012 – Arne Dahl: Ont blod (TV-serie)
- 2009 – Män som hatar kvinnor (TV-serie)
- 2008 – Fadd och menlös
- 2017 – Finaste familjen (TV-serie)

## Teater

### Roller
| År   | Roll | Produktion                 | Regi          | Teater                |
| ---- | ---- | -------------------------- | ------------- | --------------------- |
| 2014 |      | Kikkiland Dennis Magnusson | Dennis Sandin | Göteborgs stadsteater |